# Miloš Bojanić
Miloš Bojanić (Bijeljina, 16. oktobar 1950) srpski je pevač narodne muzike.

## Biografija
Rođen je 16. oktobra 1950. u Bijeljini, u porodici etničkih Srba iz Bosne. Živeo je u Ruhotini. Preselio se u Srbiju dok je bio mlad. Živi u Novom Sadu, a ima kuću i u Beogradu i na Crnogorskom primorju.

### Karijera
Prvi album snimio je 1984. za PGP-RTB pod nazivom Hej mladosti, 'ej živote. Godine 1986. i 1988. snimio je po dva albuma, što je bila retka pojava u to vreme.
Starije pesme su mu sporije i laganije, a novije prati brža, modernija, novokomponovana (savremena) folk muzika.
Od 2000. je pri izdavačkoj kući Grand produkcija iz Beograda.
Njegove najpoznatije pesme su Tako, tako, Ludilo, ’Ajmo na noge, 31 dan, Zbog tebe jedina moja, Oči zelene i druge. Poznate su na prostorima bivše Jugoslavije, a naročito u Srbiji, Bosni i Hercegovini i Crnoj Gori.
Više od 30 godina je na estradi.

## Ostalo
Njegovi sinovi, Bane i Mikica, takođe su pevači.
Pobednik je druge sezone rijaliti-šoua Farma (2010), kada je osvojio i novčanu nagradu od 100.000 evra. Bio je učesnik rijaliti-šoua Dvor (2011), kao i rijalitija Zadruga 3.
Postao je član Srpske napredne stranke u septembru 2011. godine. Prilikom učlanjenja u prostorijama SNS-a primio ga je predsednik i bivši premijer Srbije Aleksandar Vučić.

## Diskografija
- Hej mladosti, 'ej živote  (1984)
- Tako, tako, samo tako (1985)
- Oba srca kucaju k'o jedno (1986)
- Zato što sam dobar bio (1986)
- Bosno moja, jabuko u cvetu (1987)
- Otišo sam mlad a vraćam se sed (1988)
- Stara sreća na ljubav me seća (1988)
- Imala si sreće (1989)
- Volim te (1990)
- Preboleću (1992)
- Izdala si ljubav (1993)
- Dogodi se il ne dogodi (1994)
- Zmija u njedrima (1995)
- Digi digi daj (1996)
- Pade sneg na Đurđevdan (1997)
- Sanjam te (1998)
- Prijatelj samoće (2000)
- Gledam oči tvoje (2001)
- Još su žive one godine (2002)
- 20 godina sa vama (2004)
- Hajmo na noge (2006)

Videografija
| Spot                                               | God. | Režiser                        |
| -------------------------------------------------- | ---- | ------------------------------ |
| Tako ti je to                                      | 1990 | /                              |
| Zbogom kafano                                      | 1990 | Diskos / /                     |
| Što da umrem (Ne zovite doktore)                   | 1993 | DM Sat                         |
| Miljo moja, Miljana                                | 1993 | ZaM                            |
| Čororo                                             | 1994 | ZaM                            |
| Užičko kolo [duet: Bane Bojanić]                   | 1995 | ZaM/                           |
| Kućo moja                                          | 1996 | Nešo Je                        |
| Kćeri moja mila                                    | 1997 | /Kontor                        |
| Trideset i jedan dan                               | 1997 | Studio MMI                     |
| I Bog čuva pijanicu                                | 1993 | Studio MMI / Mondovizija/Živče |
| Hajmo na noge                                      | 2006 | Diskos                         |
| Hej, ljubavi isprati me                            | 1990 | Diskos                         |
| Reci da me ne voliš                                | 1990 | Diskos                         |
| Kako ćeš ostati sama                               | 1990 | Diskos                         |
| Volim te                                           | 1990 | Diskos                         |
| Sejo moja                                          | 1990 | Diskos                         |
| Oči zelene                                         | 1995 | DM Sat                         |
| Kockar                                             | 1994 | DM Sat                         |
| Da je meni, eh, da mi je                           | 1993 | DM Sat                         |
| Hoćemo li brate zapjevati [duet: Gordan Krajišnik] | 2003 |                                |

## Festivali
- 1985. Hit parada — Tako, tako, samo tako
- 1986. Hit parada — Oba srca kucaju k’o jedno
- 1986. MESAM — Jovanović Rada
- 1986. Poselo godine 202 — Tako, tako, samo tako
- 1987. Ilidža — Bosno moja, jabuko u cvetu, drugo mesto
- 1987. Hit parada — Jovanović Rada
- 1987. Poselo 202 — Jovanović Rada
- 1988. MESAM — Na ivici plača
- 1989. Šumadijski sabor — Šumadijo, pozdravlja te Bosna, prva nagrada stručnog žirija i druga nagrada publike
- 1989. Hit parada — Otiš’o sam mlad, a vraćam se sed
- 1989. MESAM — Imala si sreće
- 1991. Šumadijski sabor — Niko nema oči kao ja
- 1995. Poselo 202 — Čororo / Zbog tebe noći ne spavam
- 2006. Grand festival — Boginja
- 2007. Festival zavičajne narodne muzike Velika Kladuša — Eto mene kući dogodine
- 2008. Grand festival — Hej, nek’ se pije

## Spoljašnje veze
- Miloš Bojanić na sajtu
- Miloš Bojanić na sajtu  (jezik: engleski)
- Mlada žena osvežava (intervju sa Milošem Bojanićem)